# 拉斐爾·普奇諾
拉斐爾·普奇諾（義大利語：Raffaele Pucino；1991年5月3日—）是一位意大利足球運動員。在場上的位置是後衛。他現在效力於意大利足球甲級聯賽球隊切沃足球俱樂部。